# Ferdinand van Aragón (1329-1363)
Ferdinand van Aragón (11 december 1329 - Burriana, 16 juli 1363) was prins van Aragón en procureur-generaal van het koninkrijk Valencia in 1348.
Ferdinand van Aragón was een zoon van koning Alfons IV van Aragón en Eleonora van Castilië. Eleonora was de tweede vrouw van Alfons. Uit het eerste huwelijk van Alfons met Theresia van Entenza waren al twee zoons geboren. De oudste was Peter, de kroonprins. De een na oudste was Jacobus, die de belangrijke titel van graaf van Urgell zou erven. Bij Alfons’overlijden zouden de meeste bezittingen naar deze zoons gaan. Daarom deed Eleonora al haar best om Alfons er toe te bewegen tijdens zijn leven al bezit af te staan aan Ferdinand.
Eleonora slaagde in haar opzet. Op 28 december 1329 schonk Alfons aan Ferdinand Tortosa, Albarracín, Orihuela, Callosa, Guardamar, Alicante, Monforte, Elda, La Mola, Novelda en Aspe. Naderhand wilde Alfons ook nog Játiva, Alcira, Sagunto, Morella, Burriana y Castellón in Valencia aan Ferdinand geven, maar de Valencianen kwamen hiertegen in opstand. Terecht bleek later, toen Castilië inderdaad aanspraak maakte op het land van Ferdinand.
Het markizaat van Tortosa werd door Alfons IV speciaal voor Ferdinand in het leven geroepen en hij kreeg ook nog land in Murcia geschonken. Het op deze manier land afstaan was tegen de regels van de Unie van Aragón. De koning kreeg hierdoor een belangrijk deel van de adel en de burgerij tegen zich. Ferdinand werd procureur-generaal van Valencia dat deel uitmaakte van het koninkrijk Aragón.
Na de dood van Alfons slaagde Peter IV erin een deel van het land weer terug te krijgen. Ferdinand zocht hulp bij het koninkrijk Castilië en de adel in Valencia. Door de Unie van Valencia werd hij uitgeroepen tot procureur-generaal van Valencia. Peter IV werd in maart 1348 gedwongen deze benoeming goed te keuren.
Op 21 juli 1348 versloegen de troepen van Peter IV de Unionisten en moest Ferdinand naar Castilië vluchten.
Op 3 februari 1354 trouwde hij met Maria van Portugal (1342-1367), een dochter van koning Peter I van Portugal.
Hierna sloot hij zich in 1356 aan bij de coalitie van Peter I van Castilië die zich keerde tegen het koninkrijk Aragón.
In 1357 liep Ferdinand weer over naar de Aragonezen. Hij werd procureur-generaal van Aragón.
In 1359 riep Ferdinand in Valencia een Cortes bijeen. In 1360 werd hij benoemd tot opperbevelhebber over de troepen van Hendrik van Trastámara in Aragón.
In mei 1363 werd de Vrede van Terrer gesloten en spraken Peter IV van Aragón en Peter I van Castilië af dat Hendrik van Trastámara en Ferdinand Castilië niet zouden aanvallen vanaf Aragonees grondgebied. Peter IV voorzag waarschijnlijk dat zijn halfbroer voor problemen zou blijven zorgen. Hij liet Ferdinand in hetzelfde jaar om het leven brengen. Ferdinand werd begraven in de kerk van Sint Franciscus in Lerida.
De broer van Ferdinand, Jacobus trof hetzelfde lot. Peter de Wrede liet Jacobus in 1358 om het leven brengen.
De moeder van Ferdinand, Eleonora werd op eenenvijftigjarige leeftijd in Castilië door Peter de Wrede gevangengezet. Volgens broeder Francisco Brandan werd ze echter niet vermoord maar trad ze toe tot een kloosterorde.